# Cuenca de Campos
Cuenca de Campos là một đô thị trong tỉnh Valladolid, Castile và León, Tây Ban Nha.
Campos Basin có diện tích 47,93 km² với dân số 229 cư dân và mật độ 4,78 người / km².
Thị trấn có nền kinh tế dựa trên nông nghiệp và chăn nuôi. Sản lượng thu được là ngũ cốc (lúa mì, lúa mạch, yến mạch), các loại đậu (cỏ linh lăng, đậu xanh và đậu lăng PARDINA). Cừu, chủ yếu là sữa. Chiên con Churro và pigeon Tierra de Campos là một mẫu của các sản phẩm tốt nhất của ẩm thực của nó.